# Steinstraße (Hamburg)

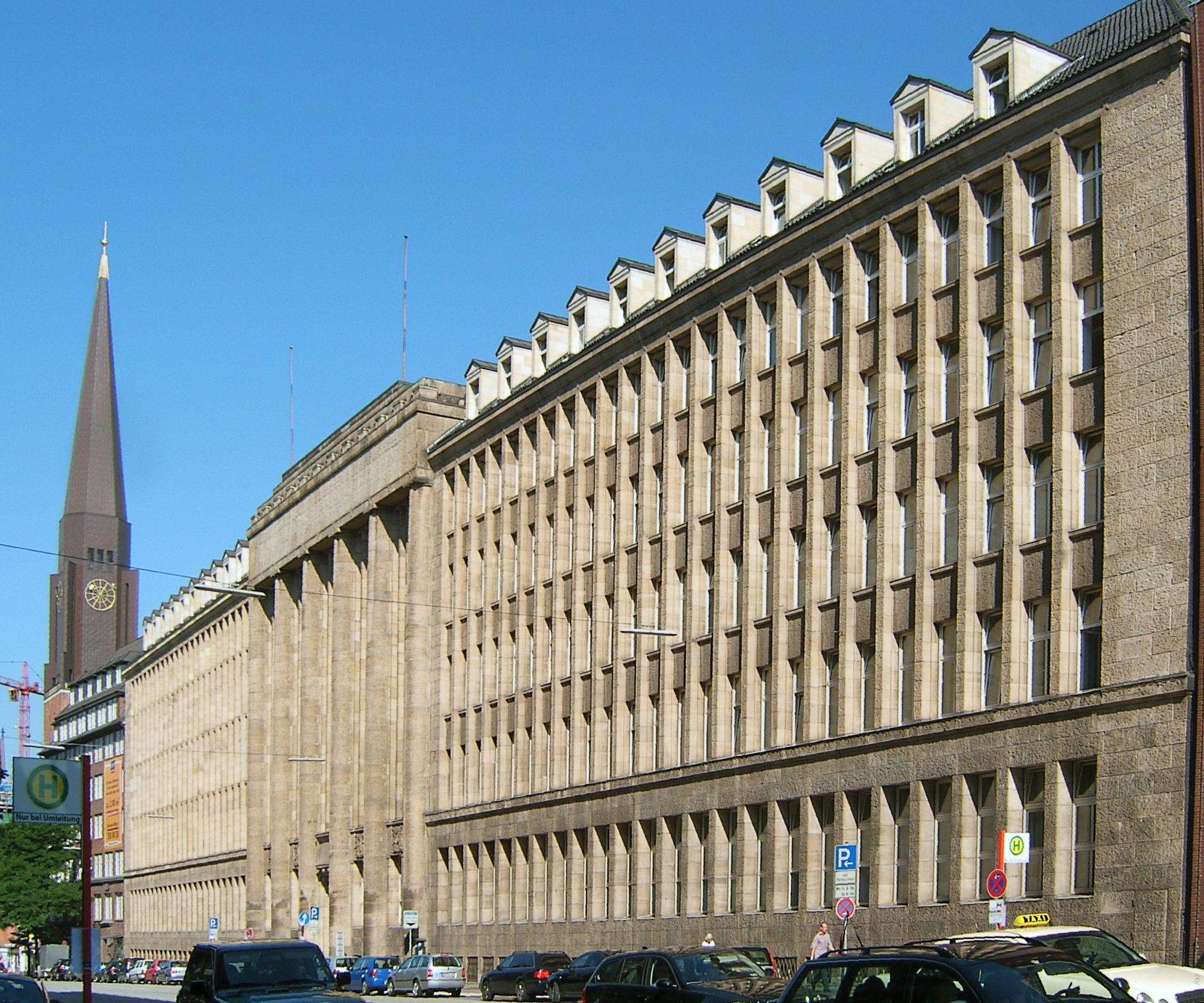
Turm der St.-Jacobi-Kirche und frühere Karstadt-Hauptverwaltung, Steinstraße 10

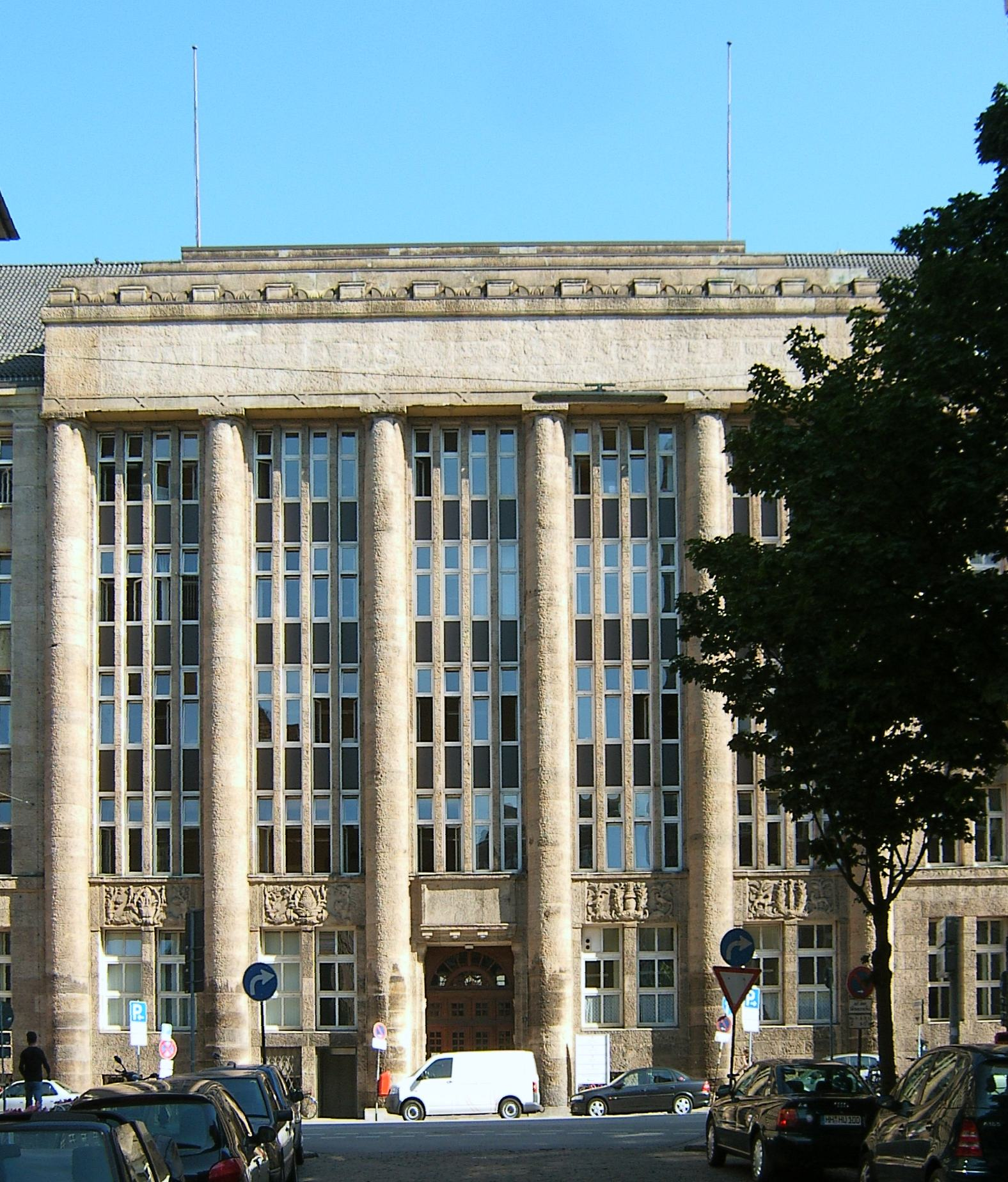
Steinstraße 10 – Mittelrisalit

Die Steinstraße (niederdeutsch Steenstroot) ist eine Hauptverkehrsstraße in der Hamburger Altstadt und namensgebend für den U-Bahnhof Steinstraße an ihrem östlichen Ende.

## Geschichte
Der Name der Steinstraße erinnert daran, dass sie schon im 13. Jahrhundert gepflastert wurde. Sie markierte den Beginn der alten Landstraße nach Lübeck, die durch das – später nach Norden versetzte – Steintor und weiter über den Steindamm in der Vorstadt St. Georg verlief.
Am 31. Oktober 1839 nahm das Unternehmen Basson & Co. mit Pferdeomnibussen, wie sie bereits 1838 in Dresden verwendet worden waren, den Linienverkehr im Halbstundentakt vom Schweinemarkt am östlichen Ende der Steinstraße durch Millern- und Nobistor zum Altonaer Rathausmarkt (Königstraße) auf.
1925 erlangte der Hamburger Volkssänger Charly Wittong (1876–1943) Bekanntheit mit folgendem Couplet Walter Rothenburgs:

„An de Eck von de Steenstroot steiht ’n Olsch mit Stint,

will mi vertellen, dat dat Schellfisch sünd. 

Dor kummt een Schutzmann, de seggt ganz slau: 

‚Mien leebe Froo, dat sünd jo Kabeljau!‘“

## Gebäude

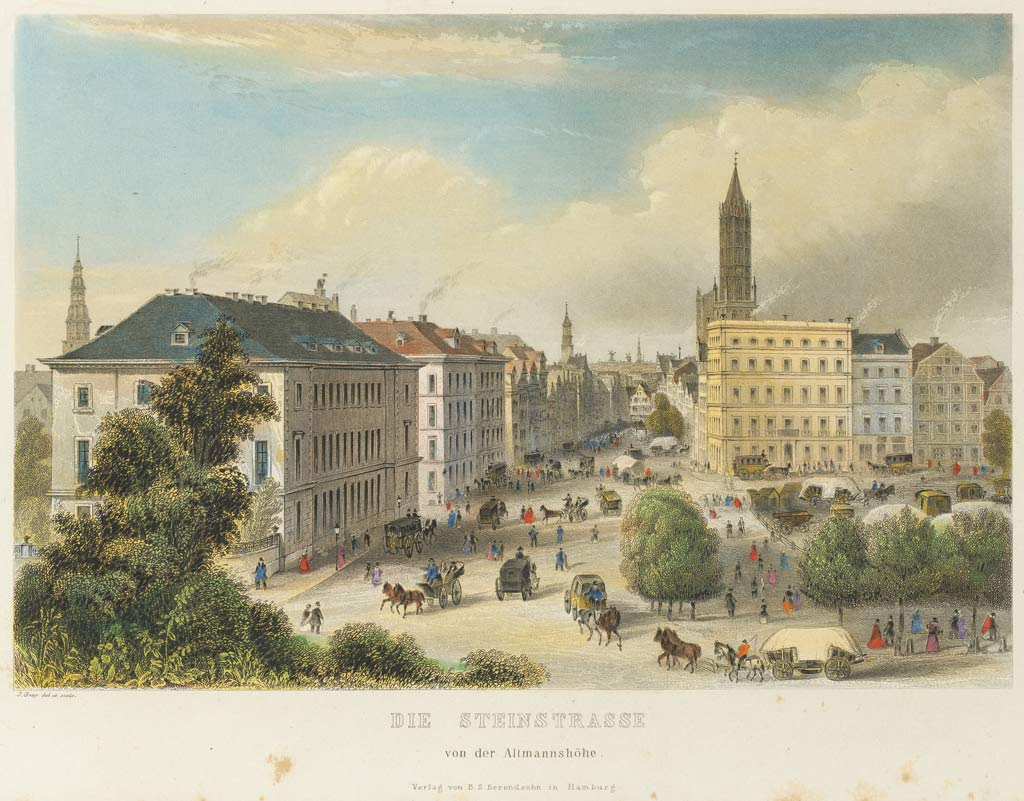
Steinstraße von der Altmannhöhe um 1850, noch ohne Badeanstalt

An der Nordseite der Straße liegt die Hauptkirche St. Jacobi. Östlich davon zwischen Steinstraße und Bugenhagenstraße errichtete der Karstadt-Konzern, der seinen Sitz 1912 nach Hamburg verlegt hatte, in den Jahren 1921 bis 1924 seine Hauptverwaltung mit einer neoklassizistischen Sandstein-Fassade und Halbsäulen in Kolossalordnung. Als Karstadt seine Hauptverwaltung nach Berlin verlegte, wurde der Bau nach entsprechender Herrichtung ab 14. August 1932 unter der Bezeichnung „Haus des Fortschritts“ als Messehaus mit Export-Dauermesse und Erfinderschau genutzt. Nach dem Verkauf für rund 3,3 Millionen Reichsmark im Jahr 1936 zog im folgenden Jahr das Finanzamt St. Georg ein. Seit 22. März 1999 steht das Gebäude unter Denkmalschutz.

Steinstraße 1855 mit Wasch- und Badeanstalt Schweinemarkt

Das Horten-Kaufhaus (heute Saturn) am östlichen Ende zwischen Lange Mühren und Steintorwall entstand 1963. Seinem kreisrunden Parkhaus musste die ebenfalls kreisrunde „Wasch- und Badeanstalt Schweinemarkt“ weichen, die 1855 als erste derartige Einrichtung auf dem Kontinent mit 65 Badewannen und 56 Waschständen zum Wäschewaschen errichtet worden war. Daran erinnert heute nur noch ein Mosaik von Walter Siebelist (1904–1978) im Zugang der U-Bahn-Station Steinstraße.

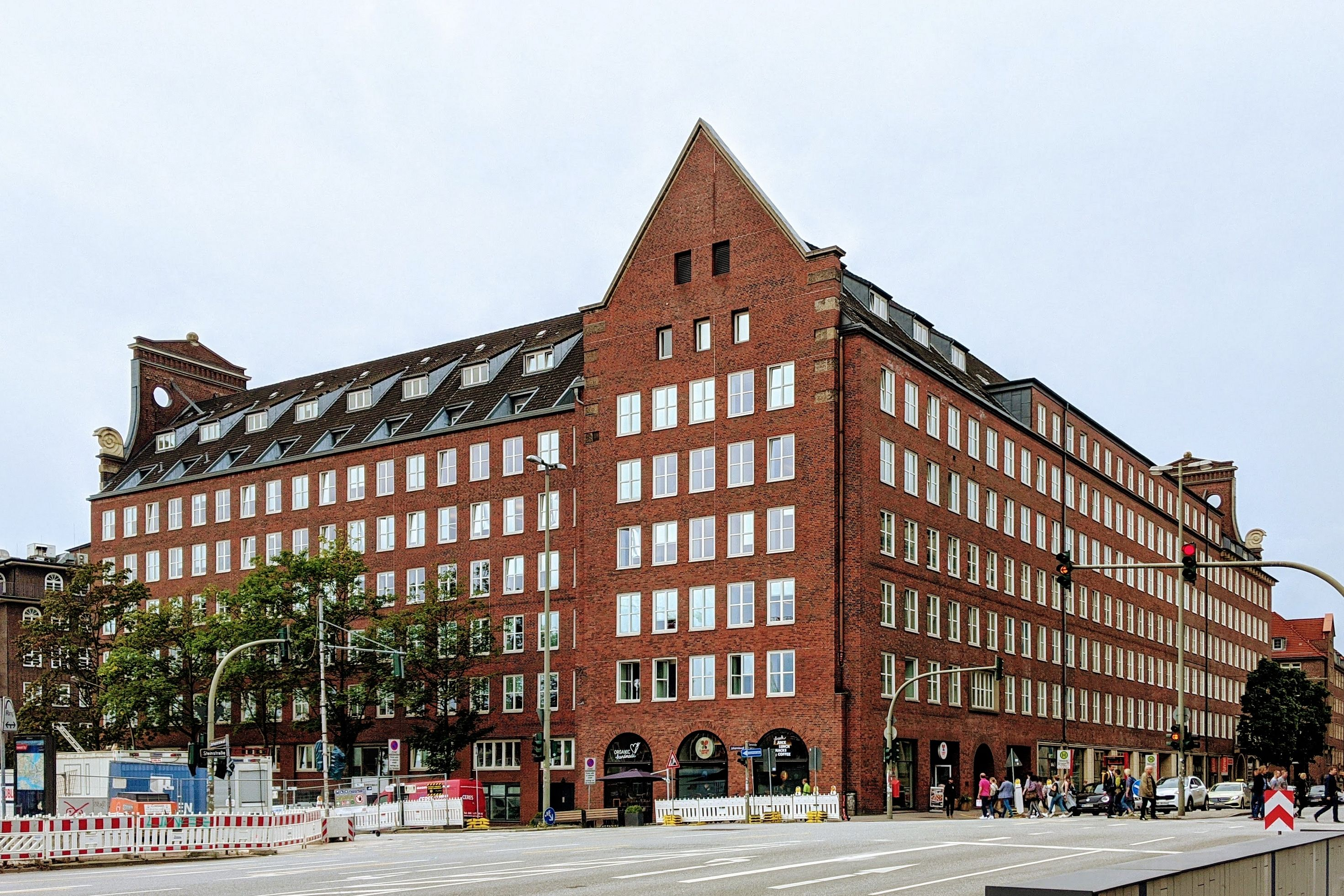
Bartholomayhaus von der Steinstraße

An der Südseite liegen denkmalgeschützte Bauten des Kontorhausviertels:
- Hubertushaus, Steinstraße 27, 1930/31 durch Max Bach und Fritz Wischer errichtet.
- Rodewaldthaus, Steinstraße 25, 1930/31, nach Plänen von E. Neupert.
- Steinstraße 23, 1898, mit aufwendiger expressionistischer Fassade von Zauleck und Hormann.
- Altstädter Hof, Steinstraße 13–19b, 1935–37 und
- Bartholomayhaus, Steinstraße 5, 1938, beide von Rudolf Klophaus.

Die einst ebenfalls denkmalgeschützten City-Hof-Hochhäuser zwischen Johanniswall und Klosterwall wurden in den 1950er Jahren ebenfalls von Klophaus errichtet und ab 2019 abgerissen. Von 1837 bis 1914 hatte dort das Evangelische Damenstift Kloster St. Johannis bestanden.

## U-Bahnhof
Der am östlichen Ausgang der Steinstraße unter dem Deichtorplatz gelegene U-Bahnhof Steinstraße wurde am 2. Oktober 1960 als Teil des Streckenabschnitts (Jungfernstieg –) Meßberg – Hauptbahnhof der heutigen Linie U1 eröffnet. Die Architekten der Station waren Gottfried Schramm und Jürgen Elingius.